# Hejslovák
Hejslovák (ženský rod: hejslovenka) je ve slovenštině pejorativní označení osoby, která navenek přílišně zdůrazňuje svou slovenskost, obvykle jen slovy bez činů. Od tohoto výrazu je odvozeno sloveso hejslováčiť, které pojmenovává takovéto chování.

## Vznik
Výraz vznikl nepřímou apelativizací (od podstatného jména „Slovák“) a je odvozen od názvu písně Hej, Slované (slovensky Hej, Slováci), kterou složil Samuel Tomášik v roce 1834 a která se později stala hymnou válečné Slovenské republiky a zároveň symbolickou písní nacionalistické Hlinkovy gardy.